# Elyssa Davalos
Elyssa Victoria Davalos (* 30. Mai 1959 in New York City, New York) ist eine ehemalige US-amerikanische Schauspielerin.

## Leben
Sie ist die Tochter des Schauspielers Richard Davalos und Mutter der Schauspielerin Alexa Davalos. Von 1982 bis 1988 war sie mit dem Fotografen Jeffrey Dunas verheiratet. Bekannt ist sie durch diverse Rollen, u. a. der wiederkehrenden Rolle der Nicole Carpenter in der Serie MacGyver.

## Filmografie (Auswahl)

### Filme
- 1980: Herbie dreht durch (Herbie Goes Bananas)
- 1993: Gier nach Vergeltung (A House in the Hills)
- 1999: Tycus – Tod aus dem All (Tycus)
- 2007: Nancy Drew – Girl Detective (Nancy Drew)
- 2013: Chihuahua Too! (Stimme)

### Fernsehserien
- 1976: Junge Schicksale (ABC Afterschool Specials, 1 Folge)
- 1976: Drei Engel für Charlie (Charlie’s Angels, 1 Folge)
- 1979: Hawaii Fünf-Null (Hawaii Five-O, 1 Folge)
- 1979, 1981: Vegas (Vega$, 2 Folgen)
- 1983: Matt Houston (2 Folgen)
- 1983: Knight Rider (1 Folge)
- 1984: Mike Hammer (1 Folge)
- 1984: Trio mit vier Fäusten (Riptide, 1 Folge)
- 1985: Agentin mit Herz (Scarecrow and Mrs. King, 2 Folgen)
- 1986: Airwolf (1 Folge)
- 1987–1988: MacGyver (MacGyver, 8 Folgen)
- 1989: Die Schöne und das Biest (Beauty and the Beast, 1 Folge)
- 1989: Doogie Howser, M.D. (1 Folge)
- 1989, 1993, 1994: Matlock (3 Folgen)
- 1990: Ein gesegnetes Team (Father Dowling Mysteries, 1 Folge)
- 1990: Jake und McCabe – Durch dick und dünn (Jake and the Fatman, 1 Folge)
- 1990–1991: Alles Okay, Corky? (Life Goes On, 5 Folgen)
- 1992: Die Verschwörer (Dark Justice, 1 Folge)
- 1993, 1994: Diagnose: Mord (Diagnosis Murder, 2 Folgen)
- 1997: Ein Wink des Himmels (Promised Land, 1 Folge)
- 1999: Ein Hauch von Himmel (Touched by an Angel, 1 Folge)
- 2004: Lady Cops – Knallhart weiblich (The Division, 1 Folge)